# Viehdorf

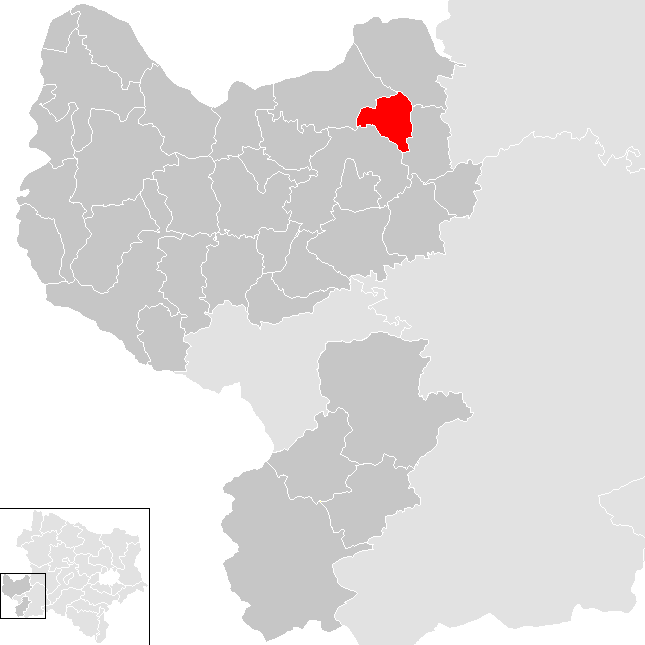
Bezirk Amstetten

Viehdorf là một thị trấn ở huyện Amstetten trong bang Niederösterreich ở nước Áo. Đô thị này có diện tích 15,89 km², dân số năm 2001 là 1185 người.